# Maria Arménia Carrondo
Maria Arménia Carrondo (31 de Julho de 1948, Vila Nova de Famalicão, Portugal) é uma cientista portuguesa especializada em cristalografia de proteínas. É professora catedrática no Instituto de Tecnologia Química e Biológica (ITQB) da Universidade Nova de Lisboa e presidente da Fundação para a Ciência e a Tecnologia (FCT), a principal instituição financiadora da ciência em Portugal.

## Biografia
Maria Arménia Carrondo nasceu a 31 de Julho de 1948 em Vila Nova de Famalicão, em Portugal. Depois de graduar-se em engenharia  química na Universidade de Porto, fez o douramento em cristalografia química no Imperial College London, então pertencente à Universidade de Londres. 
Em 1979, um ano após doutorar-se, obteve uma posição como docente no no Instituto Superior Técnico da Universidade Técnica de Lisboa, lá criou e dirigiu um grupo de investigação em cristalografia de moléculas orgânicas, inorgânicas e organometálicas. 
Em 1989, participou na fundação do Instituto de Tecnologia Química e Biológica (ITQB) que foi integrado na Universidade Nova de Lisboa em 1990. 
Em 1996 foi nomeada para o cargo de subdirectora do ITQB, ficando responsável pela supervisão da administração e financiamento do centro de investigação. Entre 2007 e 2013, foi vice-reitora da Universidade Nova de Lisboa, tendo ficado responsável pela coordenação das relações internacionais e pela qualidade do ensino. 
Também foi assessora do conselho directivo da Fundação para a Ciência e a Tecnologia (FCT) durante a presidência de Miguel Seabra. Quando este se demitiu em 2015, Carrondo foi nomeada presidente. 

## Trabalho científico
O seu trabalho de investigação tem-se debruçado sobre a química bioinorgánica e o estudo de proteínas com a técnica de cristalografía de raios X. É coordenadora das actividades nesta área no ITQB, onde também dirige o laboratório de genómica estrutural. Tem estudado moléculas de interesse para a medicina, nomeadamente proteínas relacionadas com o sistema imunitário, e diferenciando várias estruturas de metaloproteínas e metaloenzimas.
Publicou mais de cento cinquenta artigos sobre seu trabalho. É editora da publicação científica Journal of Biological Inorganic Chemistry.
Grande parte do seu trabalho de investigação é sobre a utilização da radiação sincrotrón no estudo da estrutura de proteínas. De maneira a facilitar o acesso a este tipo de ferramentas aos cientistas portugueses, coordenou o processo de adesão de Portugal ao ESRF (European Synchrotron Radiation Facility), no qual representou o Governo de Portugal de 1998 a 2002. 
Também tem promoveu o desenvolvimento de instalações científicas em vários aceleradores cíclicos de partículas (sincontrões) na Europa, enquanto membro de juntas e comités de avaliação e consulta.

## Reconhecimentos e honras
No ano 2000, Maria Arménia Carrondo foi eleita membro da Organização Europeia de Biologia Molecular (EMBO), que reúne o melhores cientistas europeus desta área. 
Recebeu a Medalha Eurobic 2004, outorgada pelo Congresso Europeu de Química Bioorgânica como reconhecimento pelas suas contribuições para esta área científica. 
O seu trabalho foi reconhecido pelo Ministério de Ciência, a Sociedade Portuguesa de Biofísica e de seu município natal, Vila Nova de Famalicão, e Oeiras, sede do ITQB.
Em 2008 obteve o Prémio Câmara Pestana, concedido conjuntamente pelo Instituto Câmara Pestana e GlaxoSmithKline por seu trabalho de investigação sobre o metacatabolismo do ARN publicado na revista Nature em 2006. 
Foi uma das vinte cientistas portuguesas fotografadas por Luísa Ferreira. Este retrato, junto com uma citação de Carrondo, na qual explica o papel da cristalografia na biologia e a medicina, fez parte da exposição Mulheres na Ciência, que teve lugar em Março de 2015 em Lisboa. No ano seguinte, as fotografias foram publicadas e na primeira edição do  livro Mulheres na Ciência, no qual são homenageadas mais 97 cientistas portuguesas. 
Em 2021, foi distinguida com a Medalha de Mérito Cientifico do Ministério da Ciência, Tecnologia e Ensino Superior português. 

## Ligações Externas
- Maria Arménia Carrondo – Ano Internacional da Cristalografia 2014  -  Portal de biografias
  -  Portal das mulheres
  -  Portal da ciência
  -  Portal de Portugal